# Szaghik
Szaghik – wieś w Armenii, w prowincji Szirak. W 2011 roku liczyła 88 mieszkańców.